# Панволь (станция метро)
«Панволь» (кор. 반월역) — наземная станция Сеульского метро на ветке Ансан Четвёртой линии; это одна из восьми станций на территории Ансана (все на одной линии). Она представлена двумя боковыми платформами. Станция обслуживается корпорацией железных дорог Кореи (Korail). Расположена в районе Конгон-дон (건건동) муниципального округа Саннок-ку в городе Ансане (провинция Кёнгидо, Республика Корея). На станции установлены платформенные раздвижные двери.
Пассажиропоток — 5 253 чел/день (на 2013 год).
Станция была открыта 25 октября 1988 года. Введена в эксплуатацию на участке Кымджон—Чунан.
Это одна из 14 станций ветки Ансан (Ansan Line) Четвёртой линии, которая включает такие станцииː Кымджон (443), Санбон, Сурисан, Тэями, Панволь, Санноксу, Университет Ханян в Ансане, Чунан, Коджан, Чходжи, Ансан, Сингиль-ончхон, Чонван, Оидо (456). Длина линии — 26 км.